# Please Don’t Go (singel Basshuntera)
„Please Don’t Go” – ósmy singel szwedzkiego muzyka Basshuntera, wydany 19 maja 2008 roku.
Drugi singel z drugiego studyjnego albumu Basshuntera – Now You’re Gone – The Album.
Singel został napisany przez Ricka Fincha i Harry'ego Wayne’a Caseya.
Singel był notowany w Szwecji na Top 60 Singles przez siedem tygodni – osiągnął szóste miejsce.

## Opis i produkcja
Wykonanie utworu zaproponował Basshunterowi jego zarząd. Utwór jest coverem „Please Don’t Go” z 1979 roku wykonanego przez KC and the Sunshine Band, został on napisany przez Harry'ego Wayne’a Caseya i Ricka Fincha. Piosenka trwa dwie minuty i 58 sekund. Utwór został wyprodukowany przez Basshuntera i Scotta Simonsa.

## Wydanie
Singel został wydany 19 maja 2008 roku.

## Lista utworów
- Digital download (19 maja 2008)[4]

1. „Please Don’t Go” (Radio Edit) – 2:55
2. „Please Don’t Go” (DJ Alex Extended Mix) – 5:00
3. „Please Don't Go” (Wideboys Remix) – 5:37
4. „Please Don’t Go” (Ultra DJ’s Remix) – 4:39
5. „Please Don’t Go” (Wideboys Edit) – 2:41

- CD (2008)[5]

1. „Please Don’t Go” (Radio Edit) – 2:58
2. „Please Don’t Go” (Extended Mix) – 5:00
3. „Please Don’t Go” (Ultra Dj's Remix) – 4:39
4. „Please Don’t Go” (The WideBoys Remix) – 5:37

- Płyta gramofonowa (11 czerwca 2008)[6]

A1. „Please Don’t Go” (DJ Alex Extended Mix) – 4:58
A2. „Please Don’t Go” (Wideboys Remix) – 5:35
B1. „Please Don’t Go” (Discotronic Remix) – 5:13
B2. „Please Don’t Go” (Ultra DJ’s Remix) – 4:37
- CDr promo[7]

1. „Please Don’t Go” (Radio Edit) – 2:58
2. „Please Don’t Go” (Wideboys Edit) – 2:41
3. „Please Don’t Go” (DJ Alex Extended Mix) – 5:00
4. „Please Don't Go” (Wideboys Club Mix) – 5:37
5. „Please Don’t Go” (Ultra DJ’s Remix) – 4:39

## Pozycje na listach przebojów
| Kraj    | Lista (2008)   | Najwyższa pozycja |
| ------- | -------------- | ----------------- |
| Szwecja | Top 60 Singles | 6                 |